# Boy on the Street EP
«Boy on the Street» — второй по счёту, и первый на CD, сингл группы De/Vision. Релиз состоялся в августе 1992 года. Особого распространения он не получил и в итоге ни одна из песен на первый полноформатный альбом группы не попала. Однако с ростом популярности группы возникла идея переиздать его, что в итоге и произошло в апреле 1995 года. Новое издание содержит изменённую обложку, тексты песен, сам CD также изменили.

## Список композиций
Номер по каталогу: 
1992 - SPR 002,
1995 - SPR 002/Indigo 1383-2
1. «Boy on the Street (Hello-High-Mix)» — 7:27
2. «The Scenery Deludes (Tranquilizer-Mix)» — 3:27
3. «What We Have to Learn (Faster-Mix)» — 4:04
4. «Plight (SOS-Mix)» — 3:47
5. «Boy on the Street (Disjointed-Mix)» — 4:08